# Compagnia di San Lorenzino

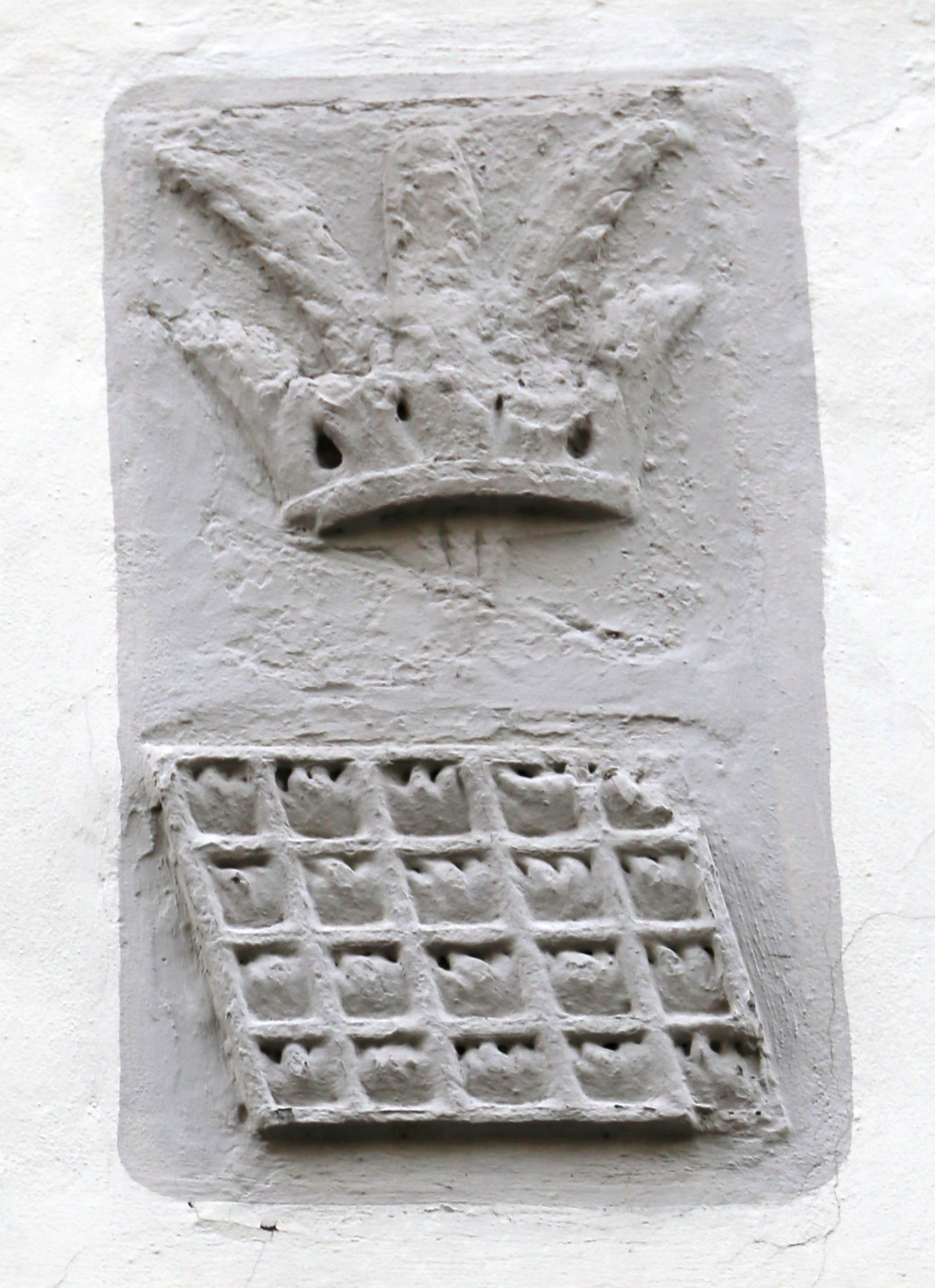
Stemma della Compagnia sulla sede in via Gino Capponi, Firenze

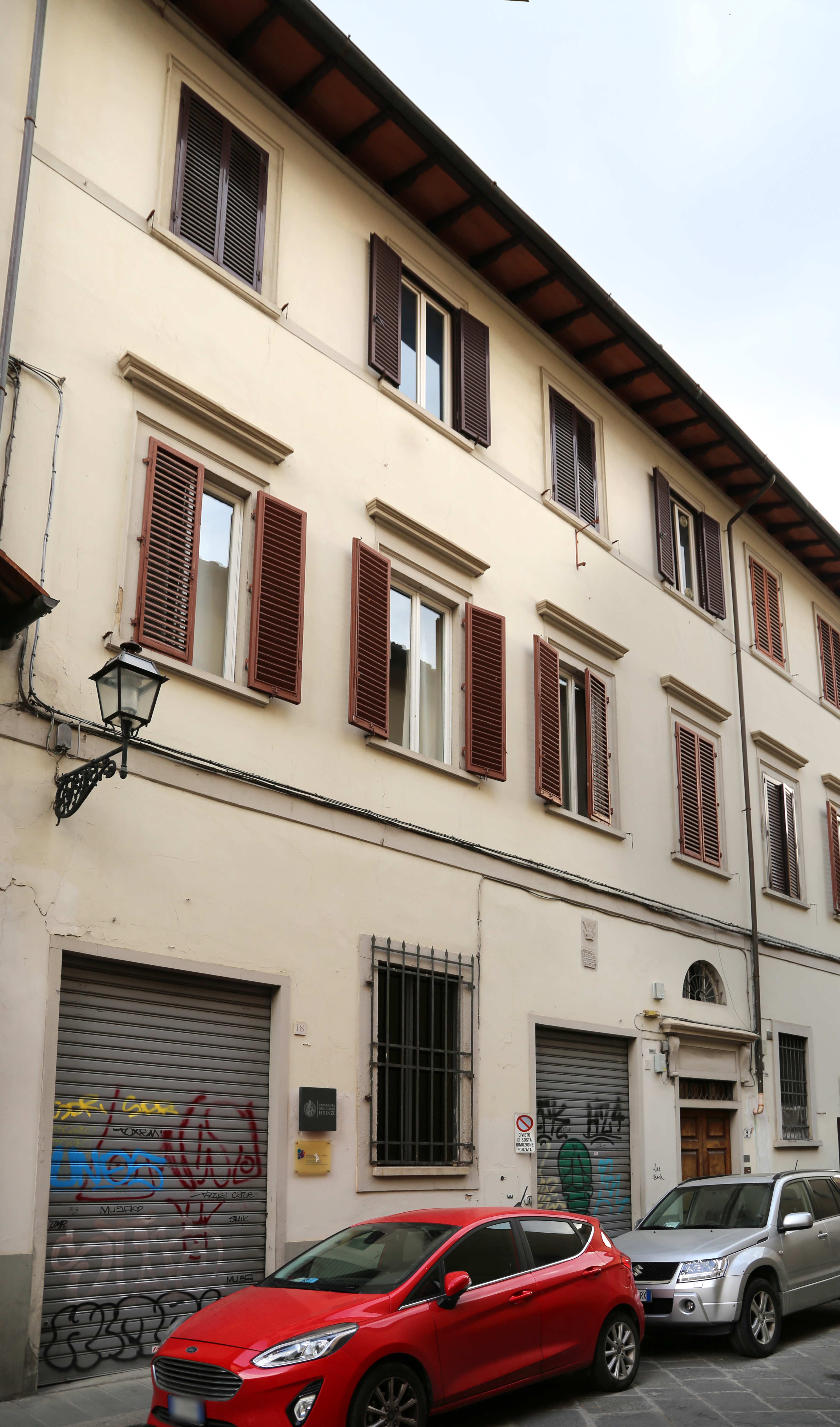
L'ex-oratorio della confraternita

La Compagnia di San Lorenzo in Piano, detta di San Lorenzino, è stata un'antica confraternita di Firenze. Da non confondere con la Compagnia di San Lorenzo in Palco, che si riuniva a Monte Oliveto o con la più grande Compagnia del Sacramento di San Lorenzo, che aveva sede nell'omonima basilica, sempre a Firenze. 

## Storia

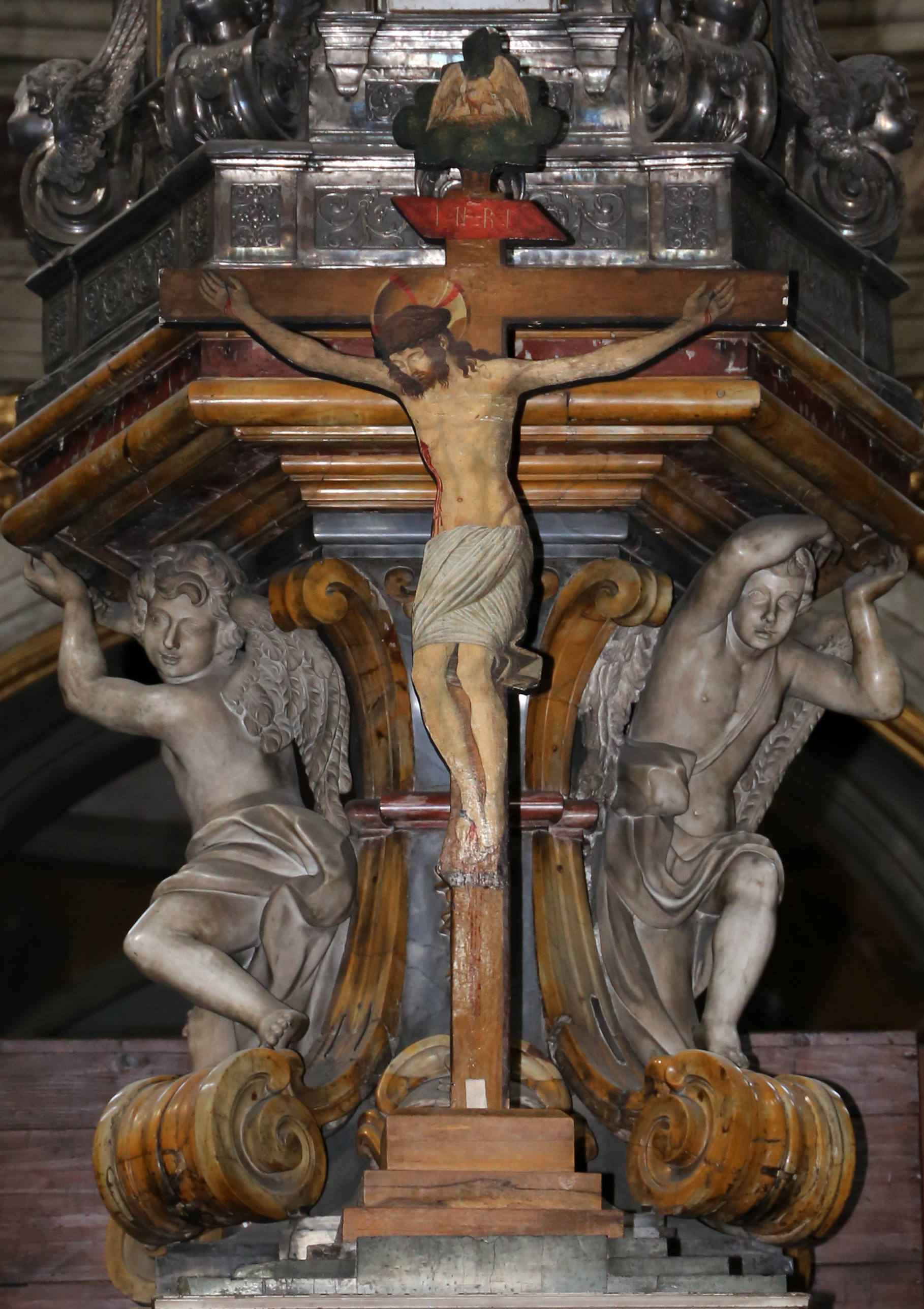
Il Crocifisso di San Lorenzo in Piano

La confraternita venne fondata nel 1447 con sede nella basilica della Santissima Annunziata, e presto ebbe una sede propria a lato della chiesa, nell'attuale via Gino Capponi, dove si allineavano le confraternite della Nunziata (attuale oratorio di San Pierino), quella di San Lorenzino appunto (oggi al 16 rosso, dove esiste ancora uno stemma della Compagnia), quella di San Giobbe e, dopo l'angolo con via Laura, quella di Sant'Eligio degli Orefici.
I Capitoli del sodalizio vennero rinnovati una prima volta nel 1476, poi nel 1570. La confraternita appare del censimento del 1783, e l'anno seguente si fuse con la Compagnia della Nunziata e quella di Calzolai, tuttavia nel 1785 non fu risparmiata dalla soppressione voluta dal granduca Pietro Leopoldo. 
Esiste ancora l'oratorio della confraternita in via Gino Capponi a Firenze, che sebbene profondamente trasformato, ha ancora una sala decorata da lunette affrescate. Oggi vi ha sede un ufficio dell'Università degli Studi di Firenze.

## Organizzazione
La Compagnia era guidata da un Governatore, aiutato da due Consiglieri, tre maestri dei novizi, due infermieri, un provveditore, uno scrivano, un Camarlingo, due sagrestani, quattro Operai e "limosinieri", un medico e un servo. A questi si aggiungeva un padre Correttore che, pur non facendo parte della confraternita, era il padre spirituale dei confratelli che celebrava le funzioni, li confessava e li indirizzava nella vita religiosa.

## Pratiche religiose
Le riunioni ("tornate") avvenivano ogni prima e terza domenica del mese, oltre che per tutte le feste mariane e di ciascun apostolo, le domeniche di Quaresima, Ognissanti, la Festa dei Morti, la festa di san Sebastiano (considerato avvocato della Compagnia perché il 20 gennaio essa era stata riconosciuta dalle autorità religiose con l'approvazione dei Capitoli) e le quattro domeniche antecedenti la festa del patrono (10 agosto). Nei mesi freddi, da Ognissanti a Pasqua, la confraternita si riuniva di sera, negli altri di mattina. Per organizzare al meglio le quattro ricorrenze più significative per la Compagnia (le feste del patrono, di s. Sebastiano, la Domenica delle Palme e il Giovedì santo) venivano designati quattro gruppi di festaioli, di circa otto-dodici individui ciascuno, che ricevevano una certa somma per acquistare parati, fiori decorativi, olio per i lumi, cera per le candele, panellini da distribuire ai fratelli, e per pagare almeno due messe piane e una cantata. 
La confraternita sfilava inoltre nelle grandi processioni quali la via Crucis del Venerdì santo, quella del Corpus Domini in Duomo e, la domenica successiva a quest'ultima, alla chiesa di San Michele Visdomini, che era la sua parrocchia di riferimento. 
I confratelli doevavano confessarsi e fare la Comunione almeno due volte l'anno, per Natale e per Pasqua, fare diguno nei giorni prescritti e nelle vigilie delle feste di san Lorenzo e di san Sebastiano, inoltre erano tenuti a partecipare alla messa nei giorni festivi e a dire ogni giorno tre Padre Nostro e tre Ave Maria e pregare la ss. Trinità per il mantenimento della pace.
Durante le feste maggiori veniva inoltre esposto un crocifisso ritenito miracoloso, che in occasione di alcune perticolari calamità come le pestilenze, le alluvioni o le forti siccità, veniva portato in processione su una sorta di barella. Questo crocifisso, sagomato e dipinto, sarebbe quello attribuito alternativamente ad Andrea del Castagno o ad Alesso Baldovinetti oggi nella cappella Falconieri della Santissima Annunziata.

## Stemma
Lo stemma della Compagnia era d'argento, alla graticola nera su due foglie di palma decussate al naturale e caricate in capo delle lettere SLP d'oro.